# Barbara Gorgoń-Flont
Barbara Gorgoń-Flont (* 11. Januar 1936 in Gródek nad Dunajcem; † 13. April 2020) war eine polnische Rennrodlerin.
Barbara Gorgoń startete für Związkowiec Karpacz. 1958 trat sie bei den Rennrodel-Weltmeisterschaften in Krynica-Zdrój an und gewann hinter ihren Landsfrauen Maria Semczyszak und Helena Boettcher die Bronzemedaille. Bei den ersten Rennrodel-Wettbewerben bei Olympischen Winterspielen im Jahr 1964 in Innsbruck belegte Gorgoń den fünften Platz.